# Aleksander (Okropiridze)
Aleksander, nazwisko świeckie Aleksiej Dawidowicz Okropiridze (ur. ok. 1825, zm. w 1907 w monasterze Szio-Mgwime) – gruziński biskup prawosławny, święty prawosławny.

## Życiorys
Był synem kapłana prawosławnego. W 1845 ukończył seminarium duchowne w Tyflisie. 8 lipca tego samego roku w monasterze Przemienienia Pańskiego w Tyflisie złożył wieczyste śluby mnisze z imieniem Aleksander. 18 sierpnia 1845 został wyświęcony na hierodiakona, zaś 6 października 1849 – na hieromnicha. Równolegle kontynuował studia teologiczne w Kazańskiej Akademii Duchownej i w 1850 otrzymał w niej tytuł kandydata nauk teologicznych. Wrócił wówczas do Gruzji i został wykładowcą łaciny, teologii moralnej i archeologii biblijnej w seminarium w Tyflisie. W 1851 powierzono mu stanowisko nadzorcy szkół duchownych w Abchazji. Równocześnie był inspektorem szkoły duchownej w Kutaisi. W 1855 otrzymał godność igumena, zaś w 1856 – archimandryty.
4 marca 1862 w soborze Sioni w Tbilisi miała miejsce jego chirotonia na biskupa abchaskiego. W ciągu siedmiu lat zarządzania eparchią abchaską osobiście zaangażował się w działalność misyjną na jej terenie, objeżdżając wsie i głosząc w nich Ewangelię, otwierał szkoły we wsiach, organizował szkolnictwo duchowne, wiele osób ochrzcił osobiście. Dzięki swojej działalności na tym polu zyskał przydomek drugiego apostoła Abchazji.
Od 1869 do 1881 był biskupem gorijskim, wikariuszem eparchii kartalińsko-kachetyńskiej. Od 1881 do 1886 był biskupem gurijskim, następnie do 1898 ponownie biskupem gorijskim, zaś od 1898 do 1903 – gurijsko-megrelskim. W 1903 odszedł w stan spoczynku i zamieszkał w klasztorze Szio-Mgwime, gdzie pozostawał do śmierci i gdzie został pochowany. Na własny koszt wzniósł dwie cerkwie w Suchumi. Przyczynił się do odbudowy monasterów Szio-Mgwime, Zedazeni oraz Dawid Garedża. Wspierał również druk ksiąg religijnych i podręczników.
W 1996 Sobór Lokalny Gruzińskiego Kościoła Prawosławnego ogłosił go świętym.
Był wujem i opiekunem Longinoza Okropiridze, który pod imieniem mniszym Leonid został w 1918 Katolikosem-Patriarchą Gruzji. Jego brat Sylwester był mnichem w monasterze Alawerdi, zaś jego wnuk Pir został biskupem alawerdzkim.